# 373

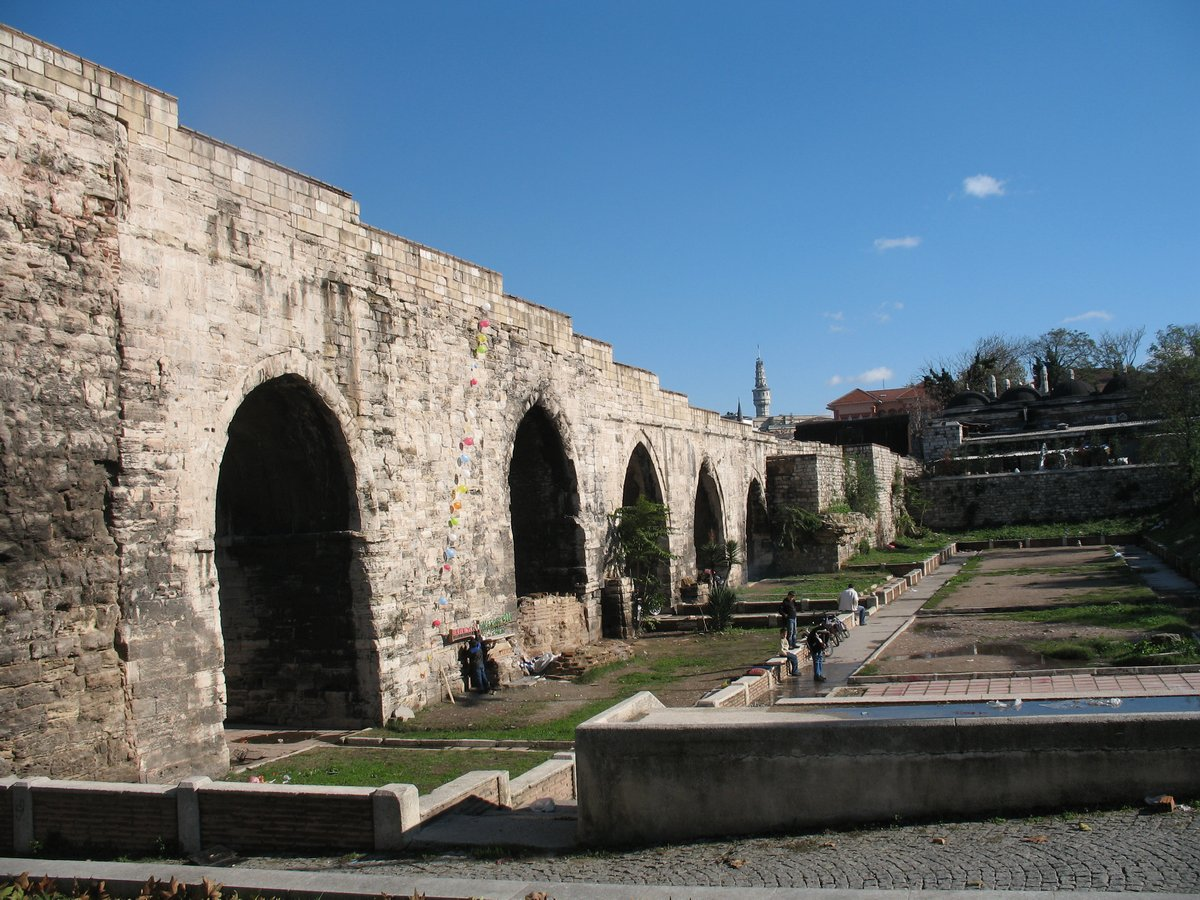
Aquaduct van Valens (Constantinopel)

Het jaar 373 is het 73e jaar in de 4e eeuw volgens de christelijke jaartelling.

## Gebeurtenissen

### Klein-Azië
- Keizer Valens bekeert zich tot het arianisme en begint met de vervolging van orthodoxe christenen in het Oost-Romeinse Rijk.
- Het aquaduct van Valens wordt in gebruik genomen. Met een lengte van zo'n 100 km voert het water van de wouden in Thracië naar Constantinopel, waar het in een reservoir wordt opgeslagen. Dankzij het aquaduct kan de hoofdstad zich ontwikkelen tot een wereldstad.

### Perzië
- Koning Shapur II hervat zijn veldtocht tegen Armenië. Valens vestigt zijn hoofdkwartier in Antiochië (Syrië) en maakt plannen voor een tegenoffensief in Perzië.

### Afrika
- Keizer Valentinianus I benoemt Quintus Aurelius Symmachus tot proconsul van de opstandige provincie Africa. Hij wordt door de Senaat ingewijd in het pontificaat.

## Overleden
- 2 mei - Athanasius van Alexandrië, bisschop en kerkvader
- 9 juni - Efrem de Syriër (67), Syrisch dichter en kerkleraar